# Toledo Rockets

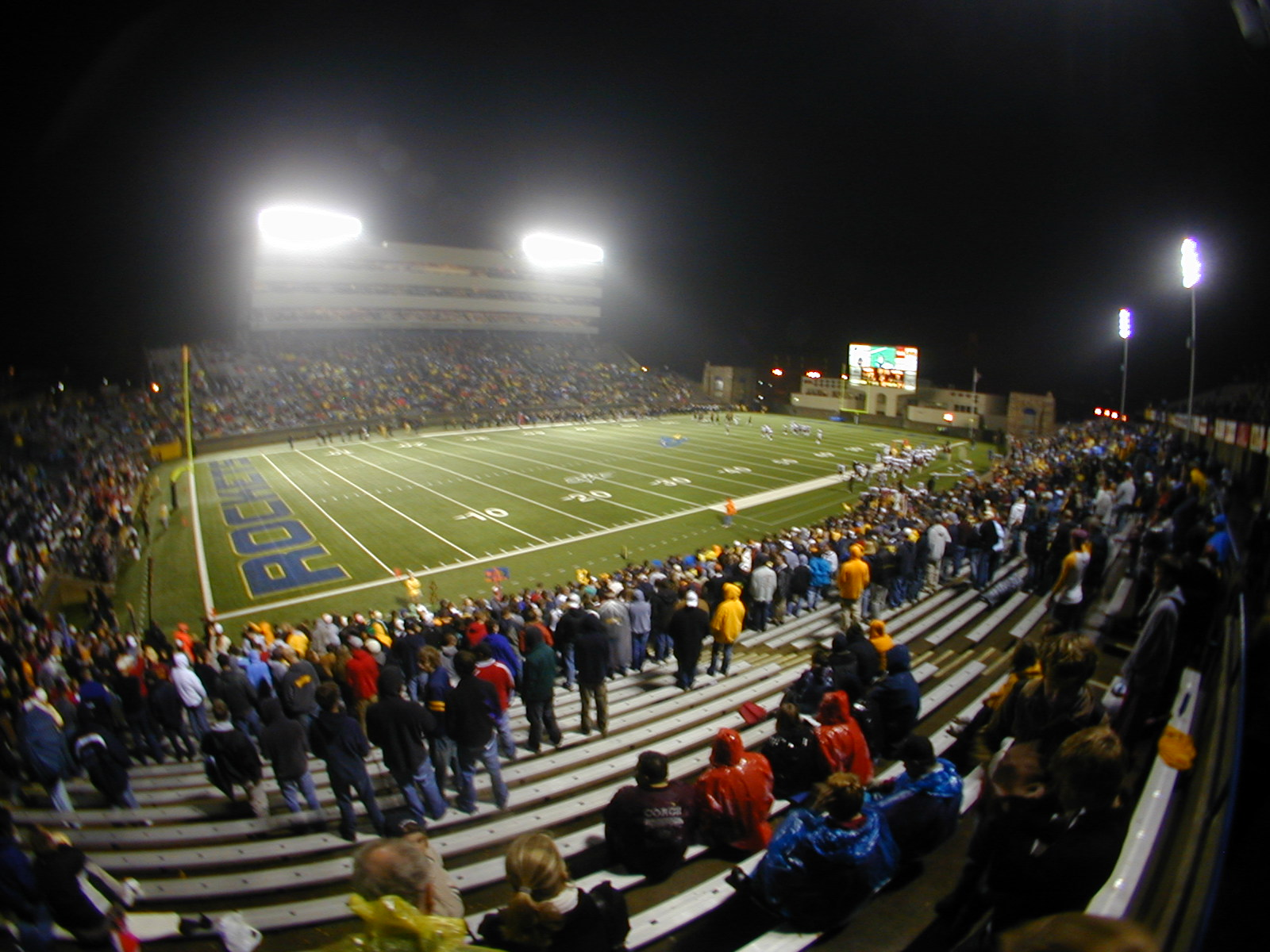
Glass Bowl

Toledo Rockets (español: Cohetes de Toledo) es el equipo deportivo de la Universidad de Toledo, situada en Toledo (Ohio). Los equipos de los Rockets participan en las competiciones universitarias organizadas por la NCAA, y forma parte de la Mid-American Conference.

## Apodo
Cuando en 1923 comenzaron a competir en fútbol americano, la prensa deportiva advirtió que la universidad no disponía de ningún apodo. Los estudiantes de la época decidieron usar el de Skyrockets, pero los periodistas lo acortaron, dejándolo en Rockets, apodo que se ha mantenido hasta el momento presente.
Durante muchos años se han sugerido diferentes nombres, como los que hacían referencia al mundo del Toreo y de los toros, por su hermanamiento con la ciudad española del mismo nombre, pero nunca han fructificado los intentos. En 1961 la universidad se hizo con un misil auténtico procedente del Ejército de los Estados Unidos, el cual luce desde entonces en el exterior del campo de juego de los Rockets.

## Programa deportivo
Los Rockets participan en las siguientes modalidades deportivas:
| - Masculino - Béisbol - Baloncesto - Cross - Fútbol americano - Golf - Tenis | - Femenino - Baloncesto - Cross - Golf - Fútbol - Softball - Natación y Saltos de trampolín - Tenis - Atletismo - Voleibol |

### Fútbol americano
Los Rockets han conseguido el título de conferencia en diez ocasiones, la última de ellas en el 2017. La principal rivalidad del equipo es contra Bowling Green Falcons, y entre ambos equipos se organiza anualmente un partido conocido como Batalla de la I-75, hasta 2010 Peace Pipe (pipa de la paz). Toledo ha ganado 8 de los últimos 10 enfrentamientos.